# Reino de Kumage
O Reino de Kumage (em japonês: 熊毛王国, Kumage Ōkoku) foi um estado que existiu entre o século III e o século VII nos arredores da Península de Murotsu, no atual Distrito de Kumage, sudeste da Prefeitura de Yamaguchi, no sul Japão.

## Formação
O reino parece ter surgido no final do Período Yayoi a partir da união de poderosas famílias locais (gōzoku), que formaram uma coalizão para governar o território. Possivelmente, o reino recebeu muitos imigrantes fugindo das guerras que assolavam a Península da Coreana. 
Na época em que o reino existiu, a Península de Murotsu e a ilha de Honshū aparentemente estavam geograficamente separadas por um estreito de água. Esse canal fazia parte de uma importante rota que ligava a capital de Kumage aos reinos da Península da Coreana e à China continental. Essa rota fez com que o comércio marítimo trouxesse prosperidade econômica e força militar ao reino, que conseguiu manter sua independência do Reino Yamato por aproximadamente três séculos. Outro fator que contribuiu para o maior tempo de independência do reino foi a pacificidade de seus reis, que não procuravam travar campanhas militares contra estados vizinhos.
Há indícios que os reis de Kumage também tenham ordenado a construções de kofuns, já que na região aonde o reino estaria localizado há várias dessas construções. Nos sítios arqueológicos e túmulos presentes na região, já foram escavados diversos objetos como espadas, espelhos chineses e ferramentas, além de ossadas de possíveis reis e rainhas que poderiam ter governado a região de Kumage.

## Conquista
Em meados do século VI (final do Período Kofun e início do Período Asuka), Kumage teria sido invadido e sucumbido por Yamato, que se encontrava em expansão, unificando sob seu controle vários dos pequenos reinos remanescentes do final do Período Yayoi.
O Museu de História Folclórica de Hirao, cidade localizada no Distrito de Kumage, atualmente reúne diversos objetos e achados arqueológicos que foram encontrados na região datados da época de existência do reino.